# Kladenské dvorky
Kladenské dvorky za začaly konat v roce 1983 v kladenské čtvrti Podprůhon.

## Spolek Podprůhon
Spolek Podprůhon organizuje každoročně, vždy v červnu víkendovou kulturní akci, během které se otevřou nejstarší dvorky v Kladně umělcům a veřejnosti. K dispozici je předem připravený program a mapka s očíslovanými dvorky, kde si návštěvníci mohou dát razítko pro představu o navštívených dvorcích. Tématem 39. ročníku v roce 2021 byla voda.

### Inspirace
Inspirací k akci Kladenské dvorky byly Malostranské dvorky. První "Setkání v zahradě" se konalo u Viktora Stříbrného, výtvarníka a uměleckého kováře.
U zrodu stáli výtvarníci kladenského výtvarného prostředí, především představitelé výtvarné skupiny Atelier 74. Vedle zmíněného Viktora Stříbrného to byli: Anna Tichá, Václav Frolík, Václav Černý, Jiří Hanke, Josef Vejvoda, Jana Gratzová, František Tomík, Václav Kestřánek, Alois Garamszegi, Miroslav Kubový.